# Splendrillia skambos
Splendrillia skambos é uma espécie de gastrópode do gênero Splendrillia, pertencente a família Drilliidae.